# Ташкинов, Анатолий Александрович
Анато́лий Алекса́ндрович Ташкинов (род. 24 октября 1955, Краснотурьинск, Свердловская область) — советский и российский физик, доктор физико-математических наук (1995), профессор (1998), ректор Пермского национального исследовательского политехнического университета (2011—2024).

## Биография
В 1979 году с отличием окончил факультет «Авиадвигатели» Пермского политехнического института по специальности «динамика и прочность машин». С 1978 года — в академическом учреждении Перми (в настоящее время — Институт механики сплошных сред УрО РАН): лаборант, инженер (с 1979 г.), младший научный сотрудник (с 1981 г.), старший научный сотрудник (с 1983 г.).
С 1988 года работает в Пермском национальном исследовательском политехническом университете: доцентом, затем профессором (с 1996 г. по настоящее время) кафедры механики композиционных материалов и конструкций; преподаёт дисциплины «прикладная механика», «механика деформируемого твёрдого тела», «механика анизотропных материалов», «упругость анизотропных сред». Одновременно с 1993 г. — заместитель по научной работе декана аэрокосмического факультета, с 1998 г. — проректор университета по новым технологиям обучения, с 2000 г. — проректор по учебной работе, с 2005 г. — первый проректор. В 2011—2024 годах — ректор ПНИПУ.
Член Российского национального комитета по теоретической и прикладной механике.

## Санкции
6 марта 2022 года после вторжения России на Украину подписал письмо в поддержу российской агрессии. С 9 июня 2022 года находится под персональными санкциями Украины за поддержку войны. Также был внесён ФБК в список коррупционеров и разжигателей войны за поддержку нападения на Украину, 16 марта 2022 года форумом свободной России внесён в «Список Путина» и доклад «поджигателей войны» с предложением введения против него международных санкций.

## Научная деятельность
Основные направления исследований — механика композиционных материалов и конструкций.
В 1982 году защитил кандидатскую («Исследование статических задач механики структурно неоднородных сред на основе принципа локальности»), в 1995 году — докторскую диссертацию «Нелинейные краевые задачи механики композитов со случайной структурой». Профессор (с 1998).
В 2007—2008 годах руководил инновационной образовательной программой, победившей в Федеральном конкурсе вузов в рамках приоритетного национального проекта «Образование». В 2009 году университет стал победителем конкурсного отбора программ развития университетов России, в отношении которых устанавливается категория «национальный исследовательский университет». Руководит работами по договорам с НПО «Искра», Уральским НИИ композиционных материалов, «Авиадвигатель», «Протон-ПМ» и другими организациями. Подготовил двух докторов и 10 кандидатов наук.
Автор более 200 научных работ, в том числе 11 монографий.

### Избранные труды
- Аношкин А. Н., Ташкинов А. А. Прогнозирование несущей способности композитных фланцев корпусных деталей авиадвигателей. — Пермь: Перм. гос. техн. ун-т, 1998. — 101 с. — 100 экз. — ISBN 5-88151-174-3.
- Кузнецова Т. А., Матушкин Н. Н., Петров В. Ю., Ташкинов А. А. Повышение эффективности подготовки научных кадров высшей квалификации по приоритетным направлениям развития науки, техники и технологий в системе магистратура-аспирантура. — Пермь: Изд-во Пермского государственного технического университета, 2006. — 240 с. — 100 экз. — ISBN 5-88151-552-8.
- Петров В. Ю., Матушкин Н. Н., Ташкинов А. А., Кузнецова Т. А. Межвузовская кооперация в подготовке научных кадров по перспективным направлениям науки, техники и технологий. — Пермь: Изд-во Пермского гос. технического ун-та, 2009. — 324 с. — 100 экз. — ISBN 978-5-398-00265-2.
- Соколкин Ю. В., Ташкинов А. А. Механика деформирования и разрушения структурно-неоднородных тел. — М.: Наука, 1984. — 115 с. — 1650 экз.
- Ташкинов А. А. Исследование статических задач механики структурно неоднородных сред на основе принципа локальности : Автореф. дис. … канд. физ.-мат. наук. — М., 1981. — 10 с.

## Награды
- Почётный работник высшего профессионального образования Российской Федерации
- Премия Президента Российской Федерации в области образования (2002)[5]